# Knikkend parelgras
Knikkend parelgras (Melica nutans) is een overblijvende plant die behoort tot de grassenfamilie (Poaceae). De soort komt van nature voor in de gematigde gebieden van Eurazië. Het aantal chromosomen is 2n = 18
De plant wordt 30-60 cm hoog en heeft een dunne, kruipende wortelstok, die vaak uitlopers vormt. De rechtopgaande of opgaande stengel is aan de bovenkant ruw. De bovenkant van het lichtgroene blad is ruw met een min of meer gevleugelde tot gekielde achterkant. De onderste zijn meestal paars van kleur. Het bruinachtige, afgeronde tongetje is ongeveer 0,5 mm lang. De bladschijf is ongeveer 4 mm breed en meestal aan de bovenkant behaard. 
Knikkend parelgras bloeit in mei en juni. De eenzijdige bloeiwijze is ongeveer tot 10 centimeter lang en is een trosvormige pluim. De kortgesteelde, ovale, knikkende driebloemige aartjes zijn 6-7 mm lang, omgekeerd eirond en glanzend paars tot bruinpaars, soms een beetje groen of witachtig gevlekt. Twee van de drie bloemen zijn fertiel. Het onderste, langwerpige kroonkafje is kaal met 7-9 nerven. Het kale, langwerpig-eironde kelkkafje is bruinpaars en naar de top vliezig.
De vrucht is een graanvrucht met een mierenbroodje.

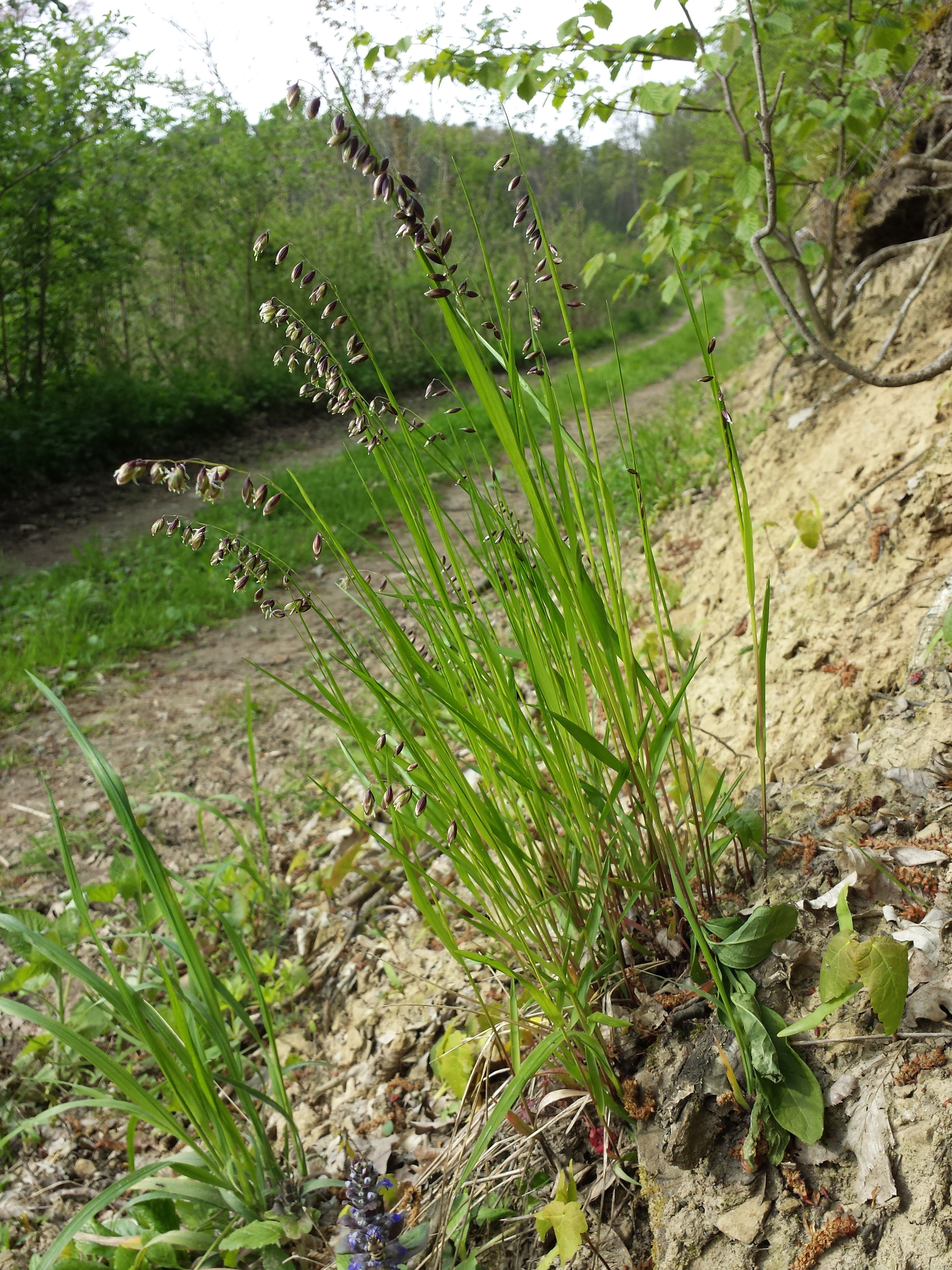
Plant
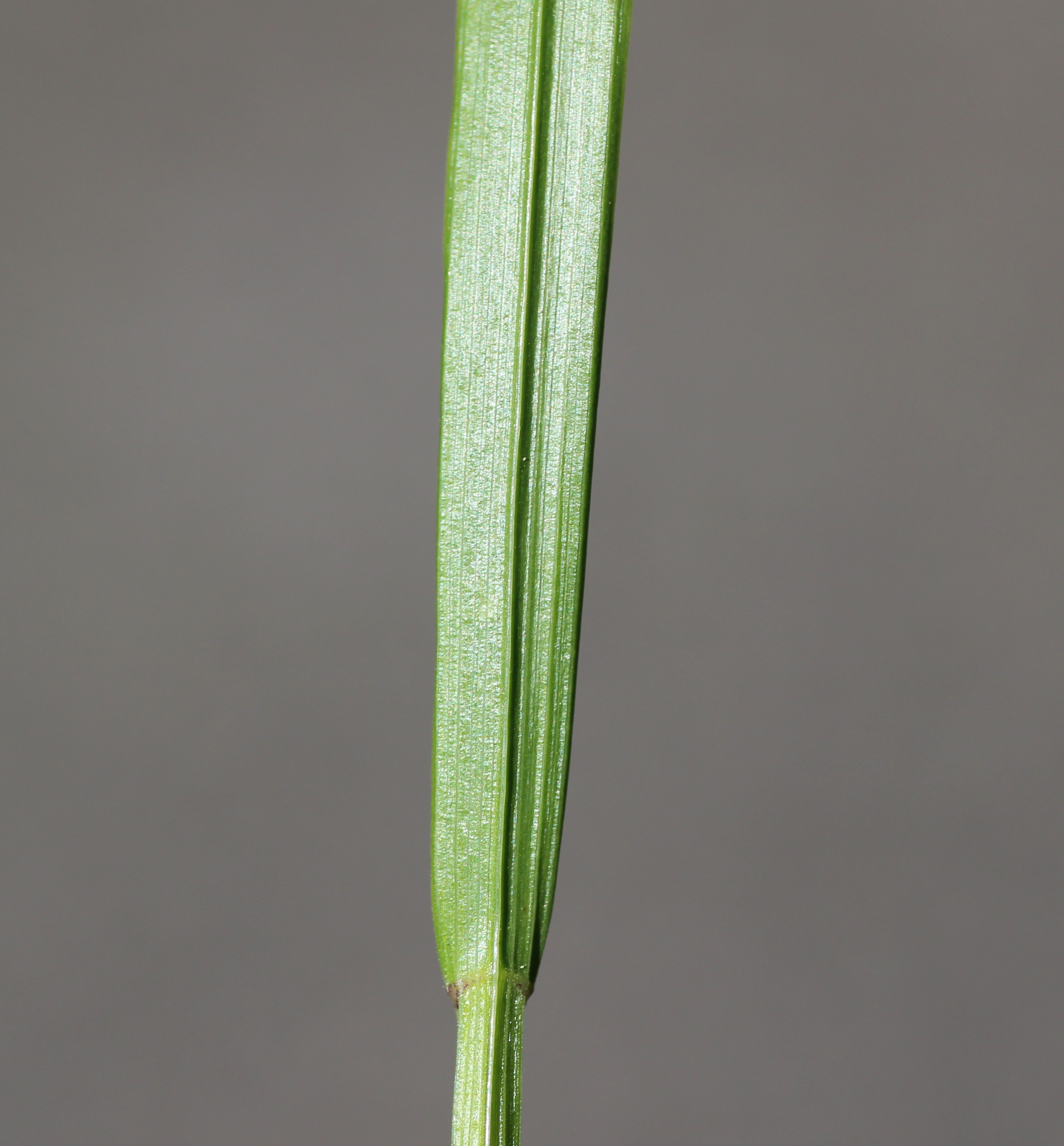
Achterkant blad
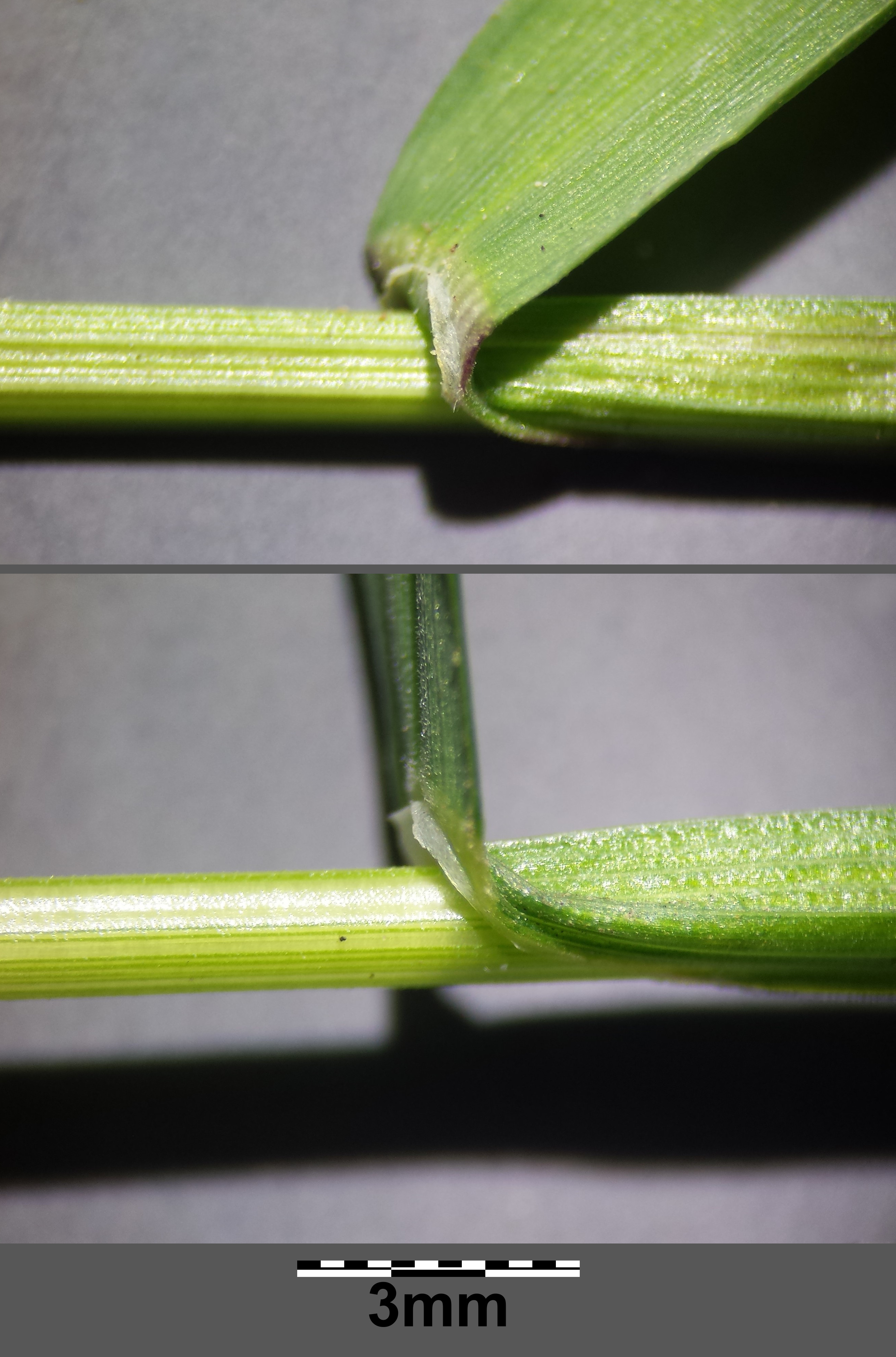
Tongetje
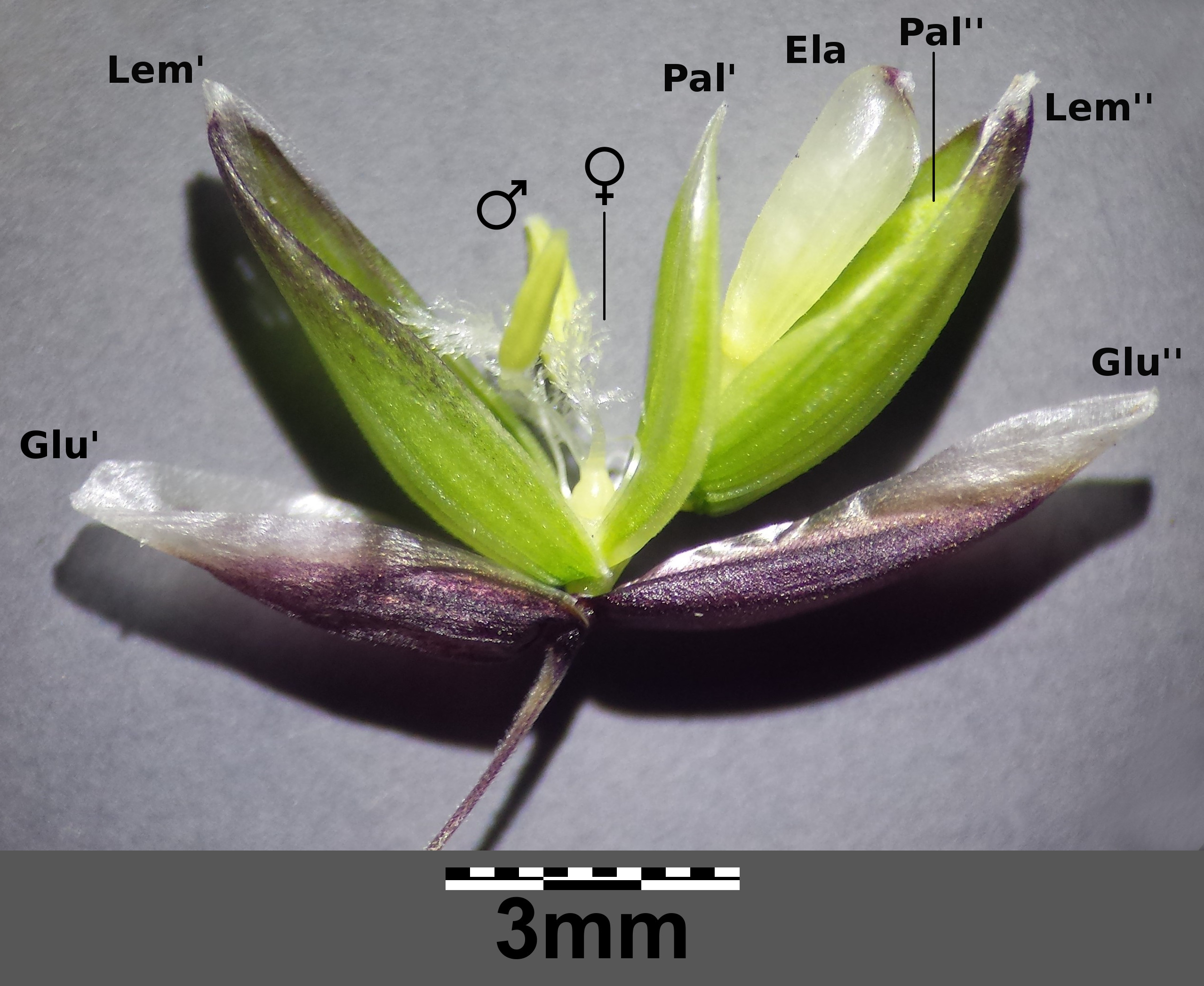
Aartje

Knikkend parelgras staat op beschaduwde, vochthoudende, matig voedselrijke en stikstofarme, vaak kalkrijke en humeuze, basenrijke, neutrale tot zwak zure leem-, mergel- en kleigrond. Ze groeit in soortenrijke, lichte loof-, gemengde en naaldbossen, in bosranden en struwelen, in beekbegeleidende bossen en op rotsen. Het is een Eurazische plant die in het noordwesten van het areaal tot in Engeland en België reikt. De soort is zeer zeldzaam ingeburgerd op Voorne en bij Bloemendaal (waarschijnlijk met graszaad) en komt verder voor in Zuid-Limburg. Het Belgische deel van het aaneengesloten areaal reikt tot vlak bij deze provincie en mogelijk is er sprake van een spontane uitbreiding van het verspreidingsgebied. Knikkend parelgras lijkt habitueel op eenbloemig parelgras, maar wijkt daar van af door de eenzijdig overhangende trosvormige pluim, het ontbreken van een spits aanhangsel aan de bladschede tegenover de bladschijf en doordat de aartjes meer fertiele bloemen bevatten dan de aartjes van de laatste soort.